# Šimon
Šimon (lingua norrena per Sigmundr) (fl. XI secolo) è stato un Variago (Vichingo) la cui storia è narrata nel Patericon di Kiev, e ha a che fare con la creazione del monastero delle Grotte di Kiev.

## Biografia
Šimon era il figlio di Afrikan (ON: Alfrekr), un re della terra dei Variaghi. Afrikan era il fratello di Jakun (ON: Hákon) il quale prese parte alla battaglia di Listven. Quando Afrikan morì, Jakun esiliò Šimon ed il fratello Friand (ON: Friandi).
Šimon avrebbe vissuto nel Rus' di Kiev per il resto della sua vita, servendo prima Jaroslav I di Kiev e dopo il figlio. Nel 1068 si unì ai tre figli di Jaroslav nella battaglia del fiume Alta combattuta contro i Cumani. Si dice che prima della battaglia, sant'Antonio di Nikolaev predisse un esito terribile per lo scontro, ma anche che Šimon sarebbe stato salvato da un miracolo. Šimon sopravvisse alla battaglia, ma fu gravemente ferito. Antonio si prese cura di Šimon curandone le ferite. Per riconoscenza, quando Antonio fondò il monastero della grotta, Šimon donò una campana ed una corona d'oro che il padre Afrikan aveva usato per ornare un crocefisso. I doni valevano 50 grivnie d'oro. Il Variago fu probabilmente uno dei primi ad essere sepolto nel monastero, e fu il primo a ricevere una remissione scritta dal monastero, in cui si affermava che a tutti i suoi discendenti sarebbero stati perdonati i peccati.
Anche il figlio Georgi mostrò attaccamento al monastero, e mandò oro ed argento da Suzdal' per la decorazione della tomba di san Teodosio di Nikolaev. Quando morì Gregori, lasciò una lettera alla famiglia chiedendo di aiutare finanziariamente il monastero. Il pronipote di Šimon fu sepolto nella chiesa Dmitri di Suzdal', costruita dal vescovo Jefrem che era stato ordinato in quel monastero.

## Fonti scandinave
Ritenendo identici i nomi Alfrekr and Alrikr, ipotesi avanzata da Vilhelm Thomsen, Stender-Petersen collegò Afrikanad all'Alrekr che appare sulle rune delle pietre Sö 101 e Sö 106 in Svezia. Omeljan Pritsak, comunque, rifiuta questa idea e pensa che Jakun fosse Jarl Håkon Eiriksson, il quale morì nel 1029, quando Alrekr non era ancora nato.
Il primo studioso a sostenere l'identità dei due citati nel Patericon fu Fedor Braun, il quale disse che Afrikan era una pronuncia arcaica del dialetto norreno di Södermanland. Si sarebbe trattato di un caso obliquo di *afreki, ovvero *afriką (figlio) < *afrikan. Il nome Friand non sarebbe il nome di una persona, dato che non si trova da nessuna altra parte tra i nomi norreni, e Braun ipotizza che fosse una versione di frjá ("amare"), frjándi, e che significasse "nipote" in alcune fonti norrene. Allo stesso modo, non considera Šimon come derivazione di Sigmundr dato che ši riflette la pronuncia di Södermanland di si, e quindi Šimon sarebbe un Variago che aveva assunto il nome cristiano di Simone. Secondo Braun, il Patronicon si basava sul racconto di un Variago che sosteneva che "Jakun aveva espulso il nipote (*frjándi) Simon Afrekąson".
Basandosi sull'analisi di Braun, Pritsak ipotizza che Jarl Hákon Eiríksson avesse un fratello di nome *Afreki, mai citato in fonti norrene. Questo fratello sarebbe morto, e Hákon bandì il nipote Simon a causa del fatto (forse) che Afreki aveva cooperato con Olaf II di Norvegia. Simon sarebbe stato solo un dodicenne circa.